# Parakat Achutha Menon
Parakat Achutha Menon fue un diplomático indio.
- De 1943 a 1947 fue empleado en la Misión de Suministros de la India en Washington, D C,
- En 1948 fue secretario suplente del Ministerio de Asuntos Exteriores en Nueva Delhi.
- Desde el 23 de junio de 1949 fue Encargado de negocios en Lisboa, donde presentó sus cartas credenciales, como enviado el 19 de noviembre de 1949.[1]
- De 1951 a 1954 fue embajador en Bruselas con cocredition en Luxemburgo.[2]
- De 1955 a 1956 fue embajador en Bangkok.
- Del 28 de julio de 1956 al 11 de diciembre de 1959 fue Alto Comisionado en Canberra con comisión en Wellington.
- Del 11 de diciembre de 1959 a 1961 fue embajador en Buenos Aires con cocredition en Asunción.[3]
- De 1961 a 1964 fue embajador en Bonn.
- En 1970 fue Director ejecutivo de los Kochi Refineries.[4]